# 梨形棕殼菌
梨形棕殼菌（学名：Brunneocorticium pyriforme）为小皮傘科棕殼菌屬下的一个种。